# Eduardo Jozami
Eduardo Yazbeck Jozami (Buenos Aires, 13 de octubre de 1939-Buenos Aires, 27 de septiembre de 2024) fue un activista de los derechos humanos, militante político, abogado, profesor universitario, periodista y escritor argentino.Estuvo detenido durante toda la dictadura cívico-militar (1976-1983). Fue profesor de la Universidad Nacional de Tres de Febrero (UNTREF), docente en varias universidades argentinas, integró el Espacio Carta Abierta y fue el director del Centro Cultural de la Memoria «Haroldo Conti», que funciona donde existió el campo de concentración ESMA.

## Estudios
Es hijo de una pareja de inmigrantes que llegaron por separado desde el Líbano. Sus padres (Said y Neife Chemes) habían nacido en el mismo pueblo ―aunque se conocieron recién en Buenos Aires― y además eran parientes entre sí. Es hermano de Aníbal Jozami, rector de la UNTreF (Universidad Nacional de Tres de Febrero). Era pariente del intelectual libanés-estadounidense Nassim Nicholas Taleb. Sus padres eran francófonos (porque a pesar de que pertenecían al Imperio otomano, en el Líbano se hablaba francés), por eso Jozami hizo la escuela primaria en el Colegio Francés de Buenos Aires.Más tarde hizo la escuela secundaria en el Liceo Militar General San Martín.Estudió abogacía en la Facultad de Derecho de la Universidad de Buenos Aires, donde en 1961 se recibió de abogado.
Como posgrados realizó una maestría en Economía en la UNAM (Universidad Nacional Autónoma de México), y otra maestría en Ciencias Sociales en la universidad FLACSO (Facultad Latinoamericana de Ciencias Sociales), ambas durante su exilio en México (1984-1987).

## Periodista
En 1961 ―cuando tenía 21 años― comenzó a trabajar como colaborador en el diario Clarín. Desde principios de 1962 empezó a militar en el Partido Comunista. Entre 1964 y 1966 fue secretario general del Sindicato de Prensa de Buenos Aires y secretario adjunto de la Federación Argentina de Trabajadores de Prensa. A comienzos de 1965 tuvo una ruptura con el partido, entonces con Emilio Jáuregui y otros periodistas formaron la dirigencia del sindicato de prensa, con otra ideología más nacionalista de izquierda. A fines de julio de 1966, un mes después del golpe de Estado, el sindicato fue intervenido.
En 1967 conoció en Bolivia al Che Guevara.
En su trayectoria como periodista, entre 1968 y 1970 escribió en El Diario de la CGT de los Argentinos.Fue redactor y colaborador de los diarios Clarín, Página/12, El Mundo, El Cronista Comercial, Uno más Uno (México) y de las agencias Télam e Interpress Service.
También colaboró con las revistas Confirmado, Primera Plana, El Periodista, El Argentino, Unidos, Debate, Noticias, El Despertador, Cuestionado, Forum (Brasil), Nueva Sociedad (Caracas) y Confines.
Dirigió Confluencia (1973-1974), Crisis (1987-1989), Informe de Situación (1990),Señales (1991-1993), El Caminante (1995-1999) y La Trama (2005).

## Preso político

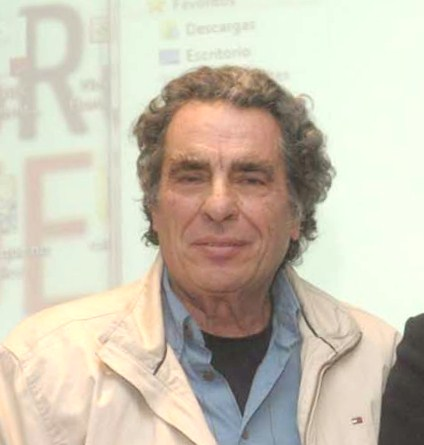
Eduardo Jozami en la Feria del Libro (Buenos Aires, septiembre de 2011).

Entre 1973 y 1974 dirigió la revista política Confluencia. A fines de 1975, pocos meses antes del golpe de 1976, fue detenido. Estuvo ocho años preso.

Fue una época difícil. Fuera de la cárcel pasaban cosas tremendas y de alguna manera esto se replicaba en las prisiones. [...] La verdad es que fueron momentos duros, sobre todo porque en alguna circunstancia sacaban a algunos compañeros de las celdas para matarlos, un hecho que dentro de la historia de los presos políticos en la Argentina no era esperable, no había pasado nunca, pero empezó a pasar.
Eduardo Jozami

Estuvo en las cárceles de La Plata, Devoto, Caseros, Rawson y Sierra Chica.

Para todos en general y para la gente que tenía algún compromiso político, los años de la dictadura fueron duros. Algunos estuvieron exiliados, otros desaparecidos o perdieron la vida, y a mí me tocó estar preso en condiciones muy difíciles porque las cárceles no eran aquellas donde se les reconocían a los presos políticos una serie de derechos como había sido en otros tiempos. En mi caso, yo celebro haber podido contar esto en un tono más bien reflexivo. También pensé que no era bueno espantar al lector con un mera acumulación de horrores. Eso está tratado con cierta sobriedad porque me parece que ese es el modo que puede permitir que se acerque a este libro gente que habitualmente no lea este tipo de trabajos. Y esto es parte de un objetivo mayor que yo me planteo como integrante del movimiento de derechos humanos que es tratar de que estas memorias, reflexiones y banderas dialoguen con un sector más amplio de la sociedad.

Escribía cartas, entre otros, a su esposa Lila Pastoriza (periodista y sobreviviente de la ESMA):

Estoy muy decidido a que toda actividad futura sea compatible con una tarea intelectual que impondrá condiciones o modos de hacer política
Eduardo Jozami, carta a Lila Pastoriza, en abril de 1983.

Faltaban ocho meses para el retorno democrático. En sus cartas, Jozami advertía sobre la necesidad de repensar antes de reintegrarse a la vida política. Reconoció que hasta que cayó preso, en 1975, le daba predominio a la política [y no a la publicación de sus obras]:

Escribía porque era parte del oficio del periodista y porque era una manera de discutir con los compañeros, pero no me planteaba publicar. En prisión, sin embargo, la actividad que podía desarrollar era leer y escribir, siempre que aceptara que esos apuntes pudieran perderse en alguna requisa. Fui enviando en cartas aquello que escribía y de alguna manera lo salvé. Este libro representa en cierto modo ese vuelco hacia la escritura que se fue gestando en la cárcel.
Eduardo Jozami

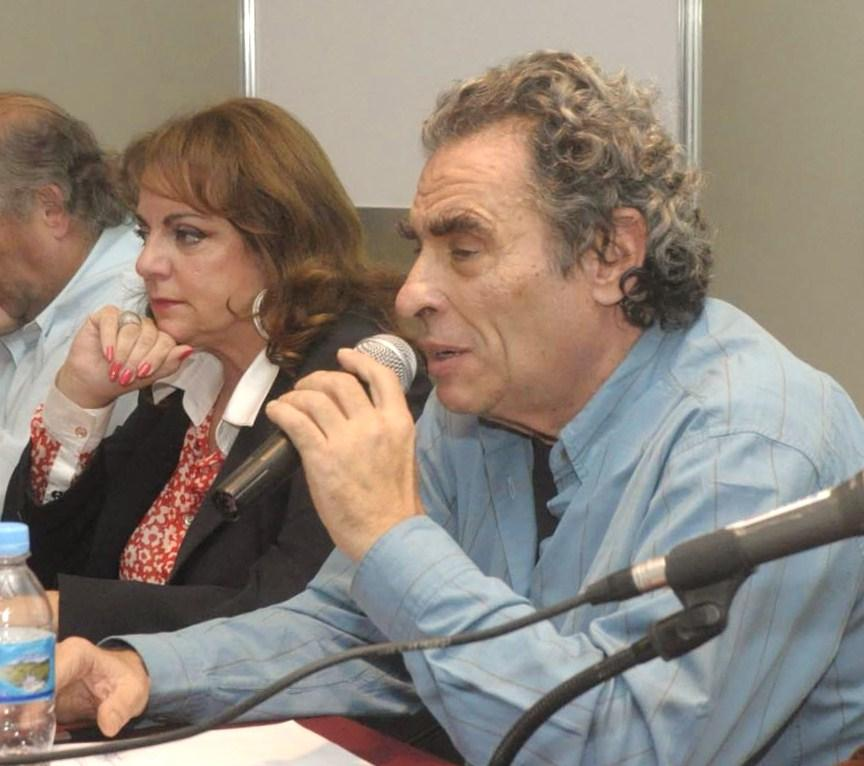
Eduardo Jozami en la Feria del Libro (Buenos Aires, septiembre de 2011) con Nilda Garré, ministra de Seguridad de la Nación.

A fines de 1983 ―poco antes de las elecciones― fue liberado.

## Exilio
En 1984, a pocos meses de su liberación, se exilió en México. Entre 1985 y 1986 realizó cursos y seminarios de posgrado en la maestría en Economía de la UNAM (Universidad Nacional Autónoma de México). Entre 1984 y 1987 realizó estudios de posgrado en la maestría en Ciencias Sociales de FLACSO (Facultad Latinoamericana de Ciencias Sociales).

## Funcionario
En 1987 retornó a la Argentina, donde dirigió la revista de cultura y política Crisis.
Desempeñó distintos cargos legislativos en la ciudad de Buenos Aires:
- entre 1993 y 1997 fue concejal,[9]
- en 1996 fue convencional constituyente[4]
- entre 1997 y 2000 fue diputado.[9]
- En 2000 asumió como subsecretario de Vivienda del GCBA.[7]

## Activista por los derechos humanos
El 24 de diciembre de 1986, el presidente Raúl Alfonsín (1927-2009) promulgó la Ley de Punto Final, que detuvo el proceso de enjuiciamiento por actos de terrorismo de Estado llevado adelante desde 1985. El 21 de agosto de 2003 ―por la iniciativa del presidente Néstor Kirchner (1950-2010)― se derogó esa ley, por anticonstitucional. Desde ese momento, Jozami declaró como testigo en tres procesos judiciales contra militares responsables de la dictadura cívico-militar (1976-1983).
Desde su creación el 31 de mayo de 2008, fue el director del Centro Cultural de la Memoria «Haroldo Conti», que funciona en lo que fuera el centro clandestino de detención de la ex ESMA (Escuela de Mecánica de la Armada).
Fue profesor titular consulto de la Facultad de Ciencias Sociales de la UBA, y profesor del posgrado en Historia de la UNTREF (Universidad de Tres de Febrero).
Sostuvo que ante la actitud de futuros gobiernos en torno a las políticas de memoria, verdad y justicia desarrolladas por el kirchnerismo, existe «inquietud y temor, porque sería falso decir que esto es tan importante que ya nadie lo podría echar atrás». Para eso planteó que «tenemos toda la obligación de tratar de que la figura que finalmente surja del proceso de internas y que asuma la representación de este espacio, sea alguien comprometido con estas políticas», y que «los organismos de derechos humanos tienen que comprometer a los candidatos frente a estas cuestiones».

En relación a Scioli, participé muy activamente de una declaración de Carta Abierta que claramente expresó su alarma por el hecho de que el candidato [Scioli] que parecía estar teniendo serias posibilidades de ser el representante de este espacio no parecía consustanciado con estas políticas. Otros ―como Taiana, Urribarri o Rossi― obviamente han mostrado estos años su identificación con estas políticas. No es irrelevante el perfil del próximo candidato a la presidencia, porque esto no está logrado y fácilmente podríamos caer en un retroceso. La política argentina nos enseña que las conquistas hay que defenderlas permanentemente y paso a paso.
Eduardo Jozami

## Publicaciones

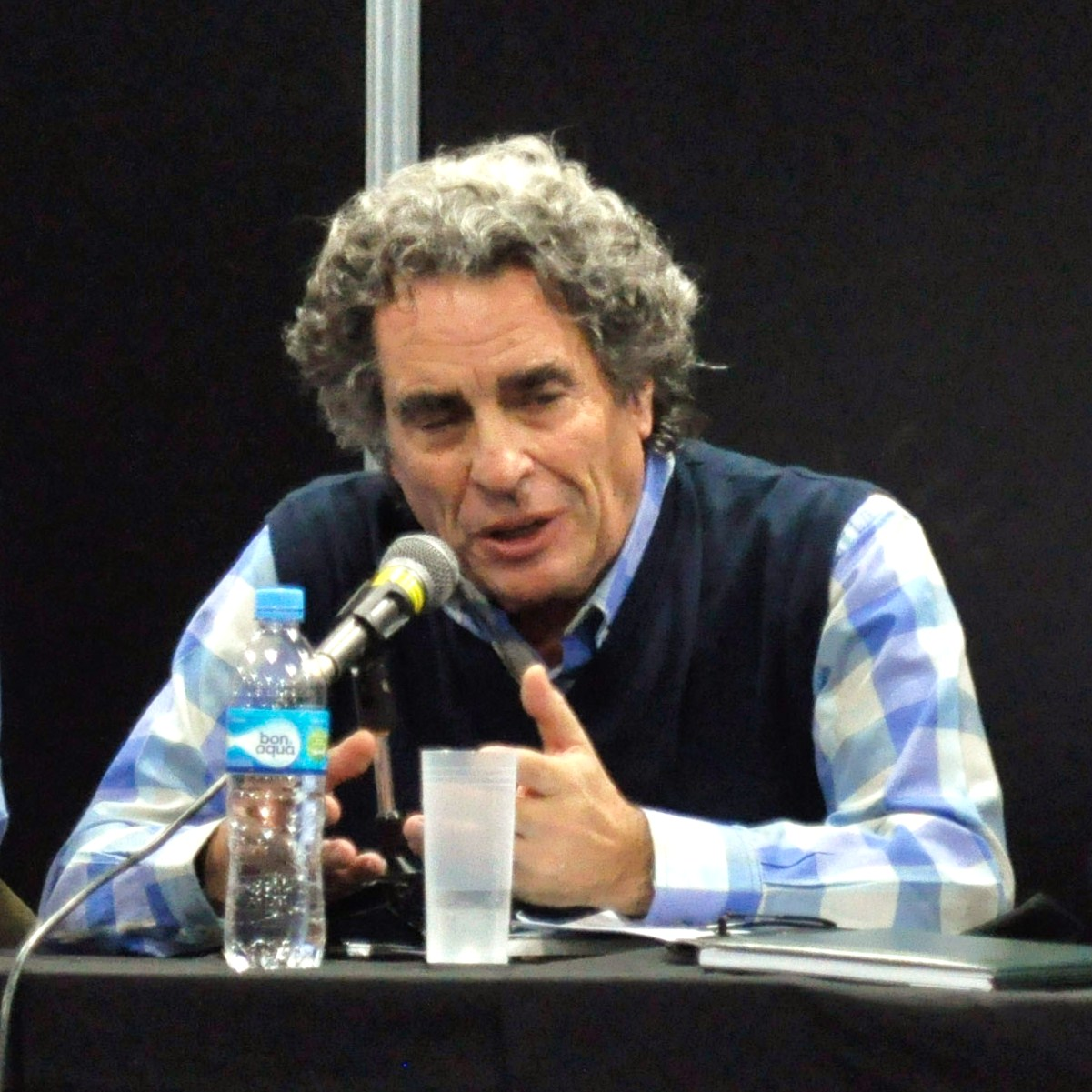
Eduardo Jozami en la charla «Cortázar y Jauretche: Dos intelectuales, una pasión», en la Feria del Libro (Buenos Aires, abril de 2014).

Entre sus publicaciones más destacadas, se encuentran:
- Crisis de la dictadura argentina. Política económica y cambio social (1976-1983) (1ª edición). Siglo XXI. 1985. ISBN 978-950-9374-12-6. En coautoría con Pedro Paz y Juan Villarreal.
- El lugar de la política. 1991
- Ya nada será igual. La Argentina después del menemismo. 2000
- Final sin gloria. Balance del Frepaso y de la Alianza (1ª edición). Biblos. 2004. ISBN 978-950-786-422-3.
- Rodolfo Walsh y su época (1ª edición). Grupo Editorial Norma. 2006. ISBN 978-987-545-408-8.[7]
- Dilemas del peronismo (1ª edición). Grupo Editorial Norma. 2009. ISBN 978-987-545-557-3.
- Tradiciones en pugna, 200 años de Historia argentina (compilador).[4] 2012
- Walter Benjamin en la ex-ESMA (compilador).[4] 2013
- Rodolfo Walsh, la palabra y la acción (1ª edición). Edhasa. 2013. ISBN 978-987-628-270-3.
- El cacerolaje (1ª edición). Vi-Da Global. 2013. ISBN 978-987-34-1606-4. En coautoría con Beatriz Sarlo, Agustín Rossi, Horacio González, Eduardo de la Serna, Luis D'Elía y Hernán Brienza, entre otros.
- 2922 días: memorias de un preso de la dictadura (1ª edición). Sudamericana. 2014. ISBN 978-950-07-4723-3. Relata sus ocho años de prisión, desde su detención en 1975 hasta su liberación en septiembre de 1983.[6][14]
- El futuro del kirchnerismo (1ª edición). Sudamericana. 2015. ISBN 978-950-07-5262-6.

## Premios y reconocimientos
En 1991 fue distinguido con el premio Helmann-Hammet que otorga el Foro por la Libertad de Expresión (de Nueva York) a los intelectuales que sufrieron persecución política.
En noviembre de 2007 obtuvo el premio Rodolfo Walsh, otorgado por la Facultad de Periodismo y Comunicación Social de la Universidad Nacional de La Plata por el libro Rodolfo Walsh, la palabra y la acción.
En 2014 recibió el premio Konex.